# Der Fechter von Ravenna

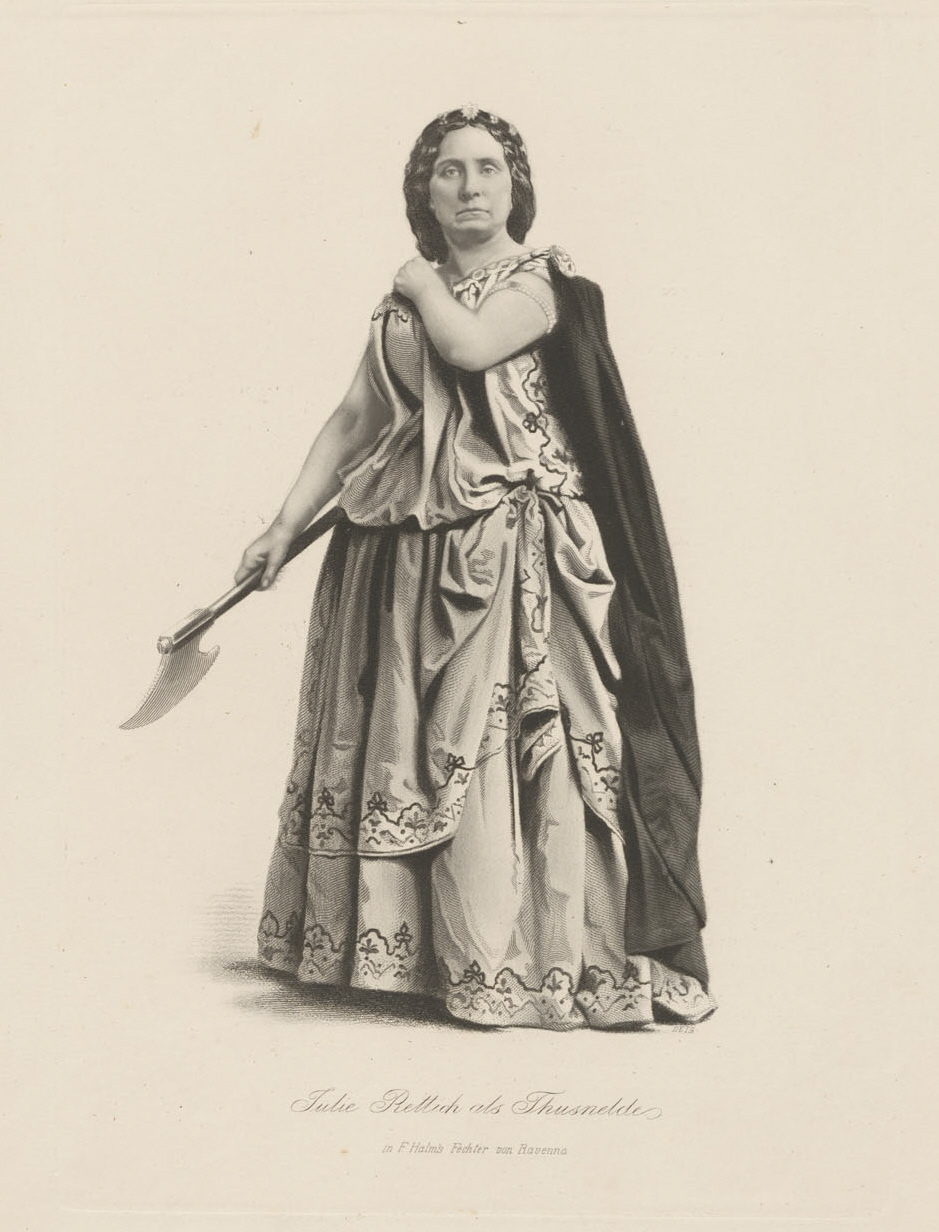
Julie Rettich als Thusnelda, Lithographie von Carl August Deis, um 1866

Der Fechter von Ravenna ist ein überwiegend in Blankversen geschriebenes fünfaktiges Trauerspiel des österreichischen Dichters Friedrich Halm. Darin soll ein germanischer Herrschersohn, der von den Römern als Gladiator ausgebildet wurde, nach dem Willen seines Volkes die nationale Einigung Deutschlands und die Befreiung von der römischen Herrschaft herbeiführen – eine Aufgabe, der er nicht gewachsen ist, denn sein höchstes Ziel ist es, in der Arena als Kämpfer auftreten zu dürfen. Um seinem Volk und ihm diese Schmach zu ersparen, wird er schließlich von seiner eigenen Mutter im Schlaf ermordet.

## Quelle und historischer Bezug
Die unmittelbare Anregung zu dem Stück empfing Halm im Dezember 1851 von einem Aufsatz mit dem Titel Thusnelda, Arminius' Gemahlin und ihr Sohn Thumelicus des Jenaer Philologen Karl Wilhelm Göttling, der seinerseits eine Bemerkung des Tacitus im ersten Buch der Annalen aufgreift: „Des Arminius Gemahlin gebar einen Nachkommen männlichen Geschlechts: Von welchem Hohn der zu Ravenna erzogene Knabe bald heimgesucht wurde, werde ich zu gegebener Zeit berichten.“ Göttling schließt nun, dass mit diesem „Hohn“ nichts anderes gemeint sein kann, als dass Thumelicus, der Sohn des germanischen Oberbefehlshabers und Römerbesiegers Arminius zum Gladiator („Fechter“) erzogen wurde, um zur Belustigung des römischen Publikums in Schaukämpfen vorgeführt zu werden. Als historisch gesichert kann aber nur gelten, dass Armins Gemahlin Thusnelda und ihr kleiner Sohn Sigmar, von den Römern Thumelicus genannt, im Jahre 17 beim Triumphzug des Germanicus in Rom als Kriegsbeute präsentiert und anschließend nach Ravenna geschickt wurden. Dass Thumelicus in einer der dort vorhandenen Gladiatorenschulen ausgebildet wurde und seine Mutter bis zum Ende bei ihm blieb, um ihm und ihrem Vaterland die Schmach eines Schaukampfes zu ersparen, ist nicht zweifelsfrei belegt, ebenso wenig wie die Annahme, dass das Ende des Thumelicus in die letzten Tage des Kaisers Caligula (37–41 n. Chr.) falle.
Halm arbeitete den Stoff von März 1852 bis Ende 1853 mit Unterbrechungen aus. Die Uraufführung erfolgte am 18. Oktober 1854 am Wiener Burgtheater anonym. Halm, der zu dieser Zeit bereits ein renommierter Autor war, hatte nach eigenen Worten den „Wunsch, eines meiner Stücke sich selbst überlassen, von dem Einflusse des Namens seines Verfassers weder begünstigt noch benachteiligt, seinen Weg machen zu sehen.“

## Inhalt

### 1. Akt
Halle in den Gärten Mark Antons
Unter den Arkaden lagern Thumelicus und die anderen Gladiatoren und langweilen sich. Sie sollen Kräfte sammeln für die bevorstehenden Kämpfe. Aus nichtigem Anlass entsteht ein handfester Streit, der von dem dazwischenfahrenden Glabrio beendet wird. — Im anderen Flügel desselben Gebäudes stehen Ramis und Thusnelda schon seit Jahren unter leichtem Hausarrest. Sie wissen nichts von der Anwesenheit der Gladiatoren. Thusnelda beklagt ihr Schicksal, als Gattin von „Deutschlands bestem Mann“ Armin ihre Tage in römischer Gefangenschaft hinbringen zu müssen. Selbst ihr Sohn wurde ihr als kleines Kind von den Römern weggenommen, über sein weiteres Schicksal und das ihres Mannes weiß sie nichts. Merowig bringt ihr die Nachricht, dass Armin schon vor Jahren einem Meuchelmord zum Opfer gefallen sei. Das Volk sucht nun in Armins Sohn den ersehnten „Führer“ und erhofft von ihm nationale Einigung. Zu diesem Zweck hat Merowig Armins Schwert mitgebracht und legt es in Thusneldas Hände, dass sie es ihrem Sohn übergebe. Dieser sei bereits auf dem Weg nach Rom. Thumelicus tritt aus dem anderen Gebäudeflügel hervor, Thusnelda erkennt ihren Sohn an der Ähnlichkeit mit Armin und übergibt dem völlig Überrumpelten das Schwert.

### 2. Akt
Halle des kaiserlichen Palastes
Der Senator Marcius zeichnet ein düsteres Bild des grausamen Kaisers Caligula, der auf einen Orakelspruch hin gerade vierzig Todesurteile gegen Männer namens Cassius gefällt hat. Der Chef der Leibwache, Cassius, fürchtet, dass der halbwahnsinnige Caligula es auch bald auf ihn abgesehen habe und schlägt dem Cornelius Sabinus vor, noch heute einen Anschlag auf Caligula zu verüben, als dieser selbst eintritt und in düsterer Stimmung über nächtliche Gespenstererscheinungen der von ihm selbst ermordeten Angehörigen klagt. Seine Frau Cäsonia will ihn aufmuntern, obwohl auch ihr vor ihm graut. Einziger Trost für seine überreizten Nerven ist das bevorstehende Gladiatorenspiel der Fechter aus Ravenna, zu dem man ihm die Namensliste reicht. Als er darin den Namen Thumelicus entdeckt, kommt ihm die Idee, Thumelicus in der Arena in germanischer Tracht vor den Augen seiner Mutter Thusnelda sterben zu lassen, um Roms Triumph über die Germanen zu verherrlichen. Voll Freude über seinen teuflischen Plan lässt er Wein auftragen, während die übrigen sich nun sicher sind, einen Wahnsinnigen vor sich zu haben.

### 3. Akt
Schauplatz wie im ersten Akt
Glabrio bittet Lycisca, Thumelicus zu beruhigen, der durch die Begegnung mit seiner Mutter und die damit verbundene Erkenntnis, ein germanischer Königssohn zu sein, völlig verstört ist. Lycisca bereitet Thumelicus mental auf den bevorstehenden Kampf in der Arena vor, und es gelingt ihr, seine alte Kampfeslust wieder anzufachen. Im Gegensatz dazu ermahnt Thusnelda ihren Sohn, die große Aufgabe, zu der er berufen ist, nicht zu vernachlässigen. Noch ahnt sie nicht, dass ihr Sohn ein gewöhnlicher Gladiator ist, bestimmt und bereit, in der Arena zu sterben. Dies erfährt sie erst durch Flavius, den in Rom erzogenen Bruder ihres Mannes. Sie erkennt sogleich, dass es sich bei dem geplanten Zweikampf, zu dem auch ihre Anwesenheit ausdrücklich erwünscht ist, um ein abgekartetes Schauspiel mit feststehendem, für Germanien schmachvollen Ausgang handelt. Sie erwartet daher von Thumelicus, dass er nicht kämpfen werde, was dieser jedoch entrüstet ablehnt, da er doch einzig und allein zum Kämpfen erzogen wurde und nun seinem ersten großen Auftritt entgegenfiebert. Unversöhnt und gegenseitig unverstanden gehen Mutter und Sohn auseinander.

### 4. Akt
Schauplatz wie im vorigen Akt
Merowig hat alles Nötige für eine sofortige Flucht Thusneldas mit Thumelicus vorbereitet. Er und Thusnelda unternehmen einen letzten Versuch, Thumelicus zu bewegen, an der Spitze eines geeinten germanischen Heeres gegen die römischen Besatzer zu kämpfen, und stellen sein bisheriges Leben als Gladiator, der zur Belustigung des römischen Pöbels in der Arena kämpfen muss, als ehrlos dar, was den Thumelicus aber umso mehr zum Widerspruch reizt, da er kein anderes Leben kennt und auch nicht wünscht. Erbost kehrt er schließlich zu seinem unterbrochenen Weingelage zurück. — Thusnelda sieht als letzte Möglichkeit, ihren Sohn umzustimmen, Einfluss auf dessen Freundin Lycisca zu nehmen, und bietet ihr an, gemeinsam mit ihnen zu fliehen, um in Germanien als Fürstin an der Seite Thumelicus' zu herrschen. Lycisca lehnt dies ab, da für sie als römische Bürgerin ein Leben im wilden Germanien nicht in Frage kommt. Thusnelda ist verzweifelt, doch als Ramis ihr auf Befehl des Caligula Eichenkranz und Purpurmantel bringt, in dem sie als „Germania“ den morgigen Gladiatorenkämpfen beiwohnen soll, nimmt ein ganz neuer Plan in ihr Gestalt an.

### 5. Akt
Schauplatz wie im vorigen Akt
Sklaven bringen germanische Rüstung und Waffen für Thumelicus' bevorstehenden Kampf, Glabrio gibt ihm letzte Ratschläge. Thumelicus will sich noch etwas ausruhen, als seine Mutter in Eichenlaub und Purpurmantel hereintritt. Nach kurzer Zwiesprache schläft er ein. Als Thusnelda die nahenden Schritte Caligulas hört, der höchstpersönlich herbeieilt, um die Protagonisten seines von ihm inszenierten Schauspiels abzuholen, durchbohrt sie ihren Sohn mit Armins Schwert. Caligula ist außer sich vor Wut, dass sein schönes Spiel verdorben ist, und befiehlt, die Schuldige festzunehmen, diese kommt ihm aber durch Selbstmord zuvor, ebenso wie ihr Schwager Flavius, den Caligula als Nächstes opfern möchte. Um nicht gänzlich auf seinen Spaß verzichten zu müssen, lässt er gefangene Christen den Löwen vorwerfen. — Cassius und Cornelius finden, dass es nun endgültig an der Zeit sei, Caligula zu beseitigen und legen dazu den morgigen Tag fest.

## Wirkung
Nach den ersten anonymen Aufführungen des Stückes am Wiener Burgtheater fehlte es nicht an Spekulationen über die Urheberschaft, u. a. wurde auch Grillparzer vermutet. Nachdem dem Stück mit seinem Ruf nach nationaler Einigung aller deutschsprachigen Völker ein wachsender Erfolg beschieden und es auch über andere deutsche Bühnen gegangen war, meldete sich der Oberpfaffenhofener Dorfschullehrer Franz Bacherl zu Wort mit der Behauptung, er habe schon vor Halm dem Direktor des Burgtheaters Heinrich Laube ein Stück mit demselben Stoff, Die Cherusker in Rom, eingereicht. Laube hatte das schülerhafte Werk Bacherls kommentarlos zurückgeschickt und möglicherweise gar nicht gelesen. In der Folge sah sich Laube den Vorwürfen ausgesetzt, er habe Bacherl den Stoff gestohlen.
Um Laube nicht länger zu kompromittieren, gab Halm am 27. März 1856 in der Wiener Österreichischen Zeitung eine lange Erklärung ab, in der er sich als Autor bekannte und genau Rechenschaft ablegte über seine Quellen und die von ihm dazu erfundenen Figuren und Handlungselemente. Kurz darauf kam es im Münchner Hoftheater zu einem echten Skandal, als dessen Intendant Franz von Dingelstedt Halms Fechter am 15. April 1856 mit dem Zusatz von Friedrich Halm aufführen ließ. Die Anhänger Bacherls inszenierten einen Tumult und griffen Dingelstedt an.
Die „Fechterfrage“, d. h. die Frage, ob Bacherl oder Halm als Urheber des Stückes zu gelten habe, beschäftigte im Jahre 1856 die deutschsprachige literarische Welt heftig und wirkte stark polarisierend. Nach heutigem Stand der Forschung sind die Plagiatsvorwürfe gegen Halm aber gegenstandslos, obwohl Bacherl vor ihm wohl den gleichen Stoff bearbeitet hat.
Dieselbe Fabel wie dem Fechter liegt der Ballade Thusnelda des Münchner Dichters Paul Heyse zu Grunde. Wie Rainer Hillenbrand nachwies, schuf Heyse die 18 kurzen Strophen 1856, also nach Halm und Bacherl. Um die ausufernde Diskussion, wer denn nun von wem abgeschrieben habe, durch eine eigene Version zu „entscheiden“, datierte er aus einer Bockbierlaune heraus die Entstehung der Ballade auf über 30 Jahre zurück, ließ sie unter einem Pseudonym als angeblich verschollen wieder auftauchen und streute das Gerücht, Bacherl und Halm wären beide gleichermaßen durch die Ballade zu ihren Fechter-Dramen inspiriert worden.
Eine unbearbeitete Aufführung des Stückes in neuerer Zeit mit seinen stark deutsch-nationalen Tönen („Ein einig Deutschland!“, „Ein Reich und einen Führer!“) ist wohl nicht mehr vorstellbar. Kurt Vancsa beurteilt es als „thematisch aktuell, aber in der Ausführung peinlich“.